# Arjo Huntleigh
Arjo Huntleigh var en global leverantör av medicinsk utrustning med en omsättning på cirka 750 miljoner euro och 4.500 anställda som arbetade i över 30 länder med produkter sålda i ett hundratal länder.
Företaget var en av tre produktdivisioner i Getinge AB.
Forskning och utveckling var lokaliserad vid fem anläggningar i Europa och Nordamerika, och produktion skedde i tio fabriker världen över, bland annat i Eslöv (nedlagd 2013) och Växjö. Verksamheten etablerades 2007 genom att  Arjo AB och Huntleigh Technology PLC gick samman.